# Whodunnit

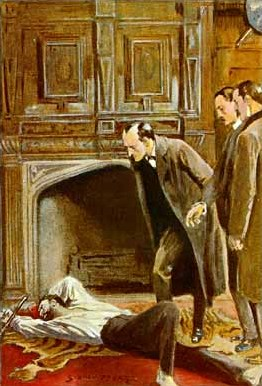
Sherlock Holmes em "A Aventura de Abbey Grange".

Quem matou?, Whodunnit ou Who Done It é um recurso narrativa típico da ficção, em especial na literatura e na teledramaturgia. Consiste, inicialmente, no assassinato de um dos personagens pertencentes à trama, desencadeando um procedimento investigativo acerca da identidade verdadeira do responsável pelo crime.

## Na literatura
Na literatura o gênero Whodunnit também é bastante utilizado em romances policiais, e há bastante tempo, um dos primeiros autores a explorar o gênero foi Edgar Allan Poe em Os Assassinatos da Rua Morgue, mas se tornou mais conhecido a cargo de autores como Arthur Conan Doyle com o detetive Sherlock Holmes, Agatha Christie com Hercule Poirot, Miss Marple e outros detetives, além de Georges Simenon com o Comissário Maigret e Stieg Larsson nos livros da Trilogia Millennium. Alguns assassinatos e assassinos misteriosos da literatura são:
- "Quem Matou Mademoiselle Camille L’ Espanaye e Madame L’ Espanaye?" em Os Assassinatos da Rua Morgue.[2]
- "Quem Matou Marie Rogêt?" em O Mistério de Marie Rogêt.[3]
- "Quem Matou Fiódor Pavlovitch Karamázov?" em Os Irmãos Karamazov.[4]
- "Quem Matou John Ferrier?" em Um Estudo em Vermelho.[5]
- "Quem Matou Bartolomeu Sholto?" em O Signo dos Quatro.[6]
- "Quem Matou Elias Openshaw?" no conto As Cinco Sementes de Laranja em As Aventuras de Sherlock Holmes.
- "Quem Matou Charles McCarthy?" no conto O Mistério do Vale Boscombe em As Aventuras de Sherlock Holmes.
- "Quem Matou Julia Stoner?" no conto A Banda Malhada ou A Faixa Malhada em As Aventuras de Sherlock Holmes.
- "Quem Matou o Treinador do Cavalo?" na novela O Estrela de Prata em As Memórias de Sherlock Holmes.
- "Quem Matou o Cocheiro?" no conto O Enigma de Reigate em As Memórias de Sherlock Holmes.
- "Quem Matou o Coronel James Barclay?" no conto O Corcunda em As Memórias de Sherlock Holmes.
- "Quem Matou Sir Charles Barskerville?" em O Cão dos Baskervilles.
- "Quem Matou Ronaldo Adair?" no conto A Casa Vazia em A Volta de Sherlock Holmes.
- "Quem Matou Sr. Hilton Cubitt?" no conto Os Dançarinos em A Volta de Sherlock Holmes.
- "Quem Matou Eustace Brackenstall?" no conto Abbey Grange em A Volta de Sherlock Holmes.
- "Quem Matou Willoughby Smith?" no conto O Pince-Nez de Ouro ou O Picenez Dourado em A Volta de Sherlock Holmes.
- "Quem Matou Pedro Negro?" no conto Pedro Negro em A Volta de Sherlock Holmes.
- "Quem Matou Arthur Cadogan West?" no conto Os Planos para o Submarino Bruce-Partington em O Último Adeus de Sherlock Holmes.
- "Quem Matou Mr. Douglas?" em O Vale do Terror.[7]
- "Quem Matou Emily Inglethorp?" em O Misterioso Caso de Styles.[8]
- "Quem Matou Sr. Renauld?" em Assassinato no Campo de Golfe.
- "Quem Era o Homem de Terno Marrom?" em O Homem do Terno Marrom.
- "Quem Matou Richard Abernethie e Cora Lansquenet?" em Depois do Funeral.
- "Quem Matou o Conde Stylptitch e o Príncipe da Herzoslováquia?" em O Segredo de Chimneys.
- "Quem Matou Emily French?" em Testemunha de Acusação (conto) em O Cão da Morte (1932) e em Testemunha de Acusação e Outras Histórias (1948).
- "Quem Matou Amyas Crale?" em Os Cinco Porquinhos.
- "Quem Matou Roger Ackroyd?" em O Assassinato de Roger Ackroyd.[9]
- "Quem São os Quatro Grandes?" em Os Quatro Grandes.
- "Quem Matou Ruth Kettering?" em O Mistério do Trem Azul.
- "Quem Matou Gerry Wade?" em O Mistério dos Sete Relógios.
- "Quem Matou Lucius Protheroe?" em Assassinato na Casa do Pastor.
- "Quem Matou Sr. Trevelyan?" em O Mistério de Sittaford.
- "Quem Matou Michael Seton e Maggie Buckley?" em A Casa do Penhasco.
- "Quem Matou a Garota de St. Mary Mead?" em Os Treze Problemas.
- "Quem Matou Lord Edgware?" em Treze à Mesa.
- "Quem Matou Ratchett?" em Assassinato no Expresso do Oriente.[10]
- "Quem empurrou o homem do penhasco?" em Por Que Não Pediram a Evans?
- "Quem Matou Stephen Babbington?" em Tragédia em Três Atos.
- "Quem Matou Madame Giselle?" em Morte nas Nuvens.
- "Quem é o Assassino ABC?" em Os Crimes ABC.
- "Quem Matou Louise Leidner?" em Morte na Mesopotâmia.
- "Quem Matou Sr. Shaitana?" em Cartas na Mesa.
- "Quem Matou Emily Arundell?" em Poirot Perde Uma Cliente.
- "Quem Matou Linnet Ridgeway?" em Morte no Nilo.
- "Quem Matou Mrs. Boynton?" em Encontro com a Morte.
- "Quem Matou Simeon Lee?" em O Natal de Poirot.[11]
- "Quem é o Assassino de Wychwood Under Ashe?" em É Fácil Matar.
- "Quem é o Assassino?" em O Caso dos Dez Negrinhos ou E Não Sobrou Nenhum.[12]
- "Quem Matou Mary Gerard?" em Cipreste Triste.
- "Quem Matou Arlena Marshall?" em Morte na Praia.
- "Quem Matou o Agente Inglês?" em M ou N?.
- "Quem Matou Ruby Keene?" em Um Corpo na Biblioteca.
- "Quem Matou Mona Symmington?" em A Mão Misteriosa.
- "Quem Matou Sr. Treves e Lady Tressillian?" em Hora Zero.
- "Quem Matou a Concubina?" em E no Final a Morte.
- "Quem Matou Rosemary e George Barton?" em Um Brinde de Cianureto.
- "Quem Matou Dr. John Christow?" em A Mansão Hollow.
- "Quem Matou Aristide Leonides?" em A Casa Torta.
- "Quem é o Assassino?" em Convite Para Um Homicídio.
- "Quem Matou Sra. McGinty?" em A Morte da Sra. McGinty.
- "Quem é o Assassino?" em A Ratoeira.
- "Quem Matou Christian Gulbrandsen?" em Um Passe de Mágica.
- "Quem Matou Emily French?" em Testemunha de Acusação (peça teatral) em Testemunha de Acusação e Outras Peças.
- "Quem Matou Rex Fortescue?" em Cem Gramas de Centeio.
- "Quem Matou Celia Austin?" em Morte na Rua Hickory.
- "Quem Matou Marlene Tucker?" em A Extravagância do Morto.
- "Quem Estrangulou a Mulher no Trem?" em A Testemunha Ocular do Crime.
- "Quem Matou Jacko Argyle?" em Punição Para a Inocência.
- "Quem Matou Richard Warwick?" em The Unexpected Guest.
- "Quem é o Assassino?" em O Cavalo Amarelo.
- "Quem Matou Heather Badcock?" em A Maldição do Espelho.
- "Quem Apunhalou o Homem?" Os Relógios.
- "Quem Matou o Major Palgrave?" em Mistério no Caribe.
- "Quem Matou o Porteiro?" em A Mulher Diabólica ou O Caso do Hotel Bertram.
- "Quem Morreu?; E como?; Foi Norma Restarick mesmo quem matou?; Se não, por que ela acredita que sim?" em A Terceira Moça.
- "Quem Matou a Velhinha do Asilo?" em Um Pressentimento Funesto.
- "Quem Matou Joyce Reynolds?" em A Noite das Bruxas.
- "Quem Matou Verity Hunt?" em Nemesis (livro).
- "Quem Matou o casal Ravenscroft?" em Os Elefantes Não Esquecem.
- "Quem Matou Marie Jordan?" em Portal do Destino.
- "Quem é o Assassino?" em Cai o Pano: O Último Caso de Poirot.[13]
- "Quem Morreu?" em Um Crime Adormecido.
- "Quem Matou Rosa Maria?" em Rosa, Vegetal de Sangue.[14]
- "Assassinato ou Suicídio?" em Martini Seco.
- "Quem é o Assassino?" em O Xangô de Baker Street.[15]
- "Quem Matou Sereia Maria de Oliveira?" em O Canto da Sereia - Um Noir Baiano (romance noir).
- "Quem é o Serial Killer Literário?" em Assassinatos na Academia Brasileira de Letras.[15]
- "Quem Matou Sir Reuben Astwell?" no conto Poirot Sempre Espera em Poirot Sempre Espera e Outras Histórias.
- "Quem Matou Anita?" em Se Eu Fechar os Olhos Agora (romance policial).[16]
- "Maja Norberg teve culpa ou não no massacre?" em Areia Movediça. (thriller jurídico).[17]
- "Quem Matou Amanda Pierce?" em Alguém que Você Conhece.[18]

## Na teledramaturgia
No final da década de 1960, durante a exibição da telenovela Véu de Noiva, o ator Geraldo Del Rey, intérprete do personagem Luciano, solicitou sua saída da produção. A escritora Janete Clair, nessa oportunidade, resolveu assassinar o personagem, lançando mão do artifício pela primeira vez de forma notória no Brasil.
Outra trama célebre opor um assassinato misterioso era O Rebu. A novela trazia um mistério inédito: quem morreu? Ela se passava em uma festa e na maior parte do tempo, não se sabia quem era a vítima. No capítulo 50, foi revelado que Sílvia (Bete Mendes) tinha sido assassinada. Então, o "Quem Matou?" entrou em cena, e esse segredo perdurou até o final da novela, quando foi revelado que o assassino era Conrad Mahler (Ziembinski) por ciúmes de Cauê (Buza Ferraz), rapaz que vivia sob proteção do banqueiro, numa clara insinuação de homossexualidade.
Durante a exibição da telenovela O Astro, a mesma Janete Clair assassinou o personagem Salomão Ayala, e foi capaz de criar uma grande curiosidade dentre os telespectadores e aumentar os índices de audiência da produção.
Na década de 1980, esse efeito foi reproduzido por Gilberto Braga, que tornaria-se o autor de telenovelas que mais tem feito uso do gênero. Em Água Viva (1980), Braga mobilizou o país com o quem matou Miguel Fragonard?, e em Vale Tudo (1988), com o quem matou Odete Roittman?, sendo o último exemplo a passagem que consagrou a expressão no Brasil.[carece de fontes?]
Também se destacou em Força de um Desejo (1999), de Gilberto Braga, o assassinato do Barão Henrique Sobral (Reginaldo Faria) no capítulo de número 155, fazendo com que o público perguntasse quem matou o Barão Henrique Sobral?, mistério que só foi solucionado no capítulo de número 226, o último da trama, exibido a 28 de janeiro de 2000.
Em 2003, quem Matou Lineu Vasconcelos?, em Celebridade, também de Gilberto Braga, torna-se o grande mistério de toda a telenovela.
Belíssima, de Sílvio de Abreu, apresentou diversas mortes misteriosas, como a de Pedro (Henri Castelli), Valdete (Leona Cavalli) e Bia Falcão (Fernanda Montenegro), mas posteriormente, a personagem Bia Falcão reapareceu, viva, e isto aumentou ainda mais o mistério da trama, pois todos os personagens da trama, até mesmo a protagonista Júlia (Glória Pires) poderiam ser o grande vilão da trama, que ditava ordens ao telefone para André (Marcello Antony). No fim, foi revelado que Bia Falcão era a grande vilã da trama, e que todas as mortes foram para evitar que seu maior segredo fosse revelado: que Vitória (Cláudia Abreu), a esposa de seu neto Pedro, era na verdade sua filha, fruto de um caso com o turco Murat (Lima Duarte): o assassinato de Pedro foi por engano, a bala que o atingiu era para Vitória; Valdete teve sua morte forjada e passou um bom período escondida, para depois ser usada em um plano engenhoso de Bia Falcão para forjar a própria morte, em que ela fugia em um carro, entrava em um túnel e Valdete, vestida como Bia e dirigindo um carro idêntico ao da megera, continuava a correr, sendo perseguida de perto por Júlia em um helicóptero, só que o carro estava sem freios e caiu em uma ribanceira, ocasionando a verdadeira morte de Valdete.
Em A Favorita, de João Emanuel Carneiro, temos um novo mistério inédito: quem é a assassina? Não se sabia quem era a verdadeira mocinha da história: as personagens Flora (Patrícia Pilar) e Donatela (Cláudia Raia) acusavam uma a outra de ter matado Marcelo Fontini (Flávio Tolezani), marido de Donatela, sendo que Flora tinha sido acusada pelo crime, passado dezoito anos presa e ao sair da cadeia, buscava provar sua inocência, até que na metade da novela, foi revelado que Flora era realmente a assassina de Marcelo e que Donatela era inocente, mas àquela altura, Flora já tinha conseguido convencer a todos que era "inocente" e Donatela passou por maus bocados para provar que sempre esteve falando a verdade.
Em Passione, de Silvio de Abreu, também tivemos um outro mistério inédito: quem vai morrer?. Para manter o mistério, o autor escreveu cinco opções de cenas e todas foram gravadas: em cada uma, um personagem diferente morria. A estratégia para despistar a imprensa foi bastante trabalhosa. O autor teve que escrever não só um capítulo com cinco versões, mas seis capítulos com cinco versões cada, já que, embora as cenas eram parecidas, os diálogos eram diferentes: cada um se referia a um morto. Em uma das versões, Diana Rodrigues (Carolina Dieckmann) é assassinada. A jornalista leva um tiro no peito ao chegar em casa. Fred Lobato Filho (Reynaldo Giannecchini) também era uma possível vítima: em uma das cenas criadas por Silvio, o carro do vilão explode na garagem da Metalúrgica Gouveia. O misterioso Gerson Gouveia (Marcelo Antony) também corria risco. Ele seria enforcado em frente ao seu inseparável computador, antes de o público saber qual a perversão que tanto enojou sua ex-mulher, Diana. Outra que estava em perigo era Melina Gouveia (Mayana Moura). Ela poderia ser encontrada morta pelo jardineiro da família Gouveia, no orquidário, com a jugular cortada. Em 11 de outubro de 2010, durante a exibição do capítulo 127, a verdadeira vítima foi revelada: Saulo Gouveia (Werner Schünemann), morto a facadas no interior de um motel. Laura Melo Peixoto (Adriana Prado) revela que era amante de Saulo e outro mistério é levantado: a natureza do relacionamento entre Laura e Arturzinho Peixoto (Júlio Andrade), que passam a demonstrar serem muito íntimos e temerem a investigação da polícia.
Outros mistérios em morte nas telenovelas que pararam o país foi quem é o assassino? e o por que matou? em A Próxima Vitima de 1995, quem matou Estevão? em Cobras & Lagartos também de 2006, Quem Matou Taís Grimaldi? em Paraíso Tropical de 2007, quem matou Norma Pimentel? em Insensato Coração também de 2011, quem matou Max? na novela Avenida Brasil de 2012, e quem matou Gibson? em A Regra do Jogo de 2015.
Além desses, alguns assassinatos e assassinos misteriosos das novelas e séries são:
- "Quem é o Chefe Misterioso e o Cúmplice da Organização Criminosa?" em A Grande Viagem.[23]
- "Quem é O Rato?" em O Sheik de Agadir.[24]
- "Quem Matou Luciano?" em Véu de Noiva.[25]
- "Quem Matou Nívea?" em Assim na Terra Como no Céu.[26]
- "De quem é o corpo morto em um acidente de carro envolvendo Doutor Maurício e Doutor Fernando?" em Hospital.[27]
- "Quem Matou o Velho Max?" em Cavalo de Aço.[28]
- "Quem Matou Wanderley?" em Mulheres de Areia (1973).[29]
- "Quem Morreu?"; "Quem Matou Sílvia?" em O Rebu (1974).[30]
- "Quem Matou o Doutor Maciel Medeiros e Albuquerque?" em Um Dia, o Amor.[31]
- "Quem Matou Lourenço Paixão?" em O Julgamento.[32]
- "Quem é o Espantalho?" em O Espantalho.[33]
- "Quem Matou Salomão Hayalla?" em O Astro (1977).[34]
- "Quem Matou Giovana?" em Roda de Fogo (1978).[35]
- "Quem Matou César Limeira Reis?" em Pai Herói.[36]
- "Quem Matou Miguel Fragonard?" em Água Viva.[37]
- "Quem Matou Teresa, Antônio e Doutor Jesuíno Macedo?" em As Três Marias.[38]
- "Assassinato ou Suicídio?" em O Resto É Silêncio.[39]
- "Quem Matou Zé Roberto?" em Elas por Elas (1982).[40]
- "Quem Matou César Brandão?" em Final Feliz.[41]
- "Quem Matou Márcio Rocha?" em Louco Amor.[42]
- "Quem Matou Zaíra?" em Champagne.[43]
- "Quem Matou Olivério Costa?" em Anos Dourados.[44]
- "Quem Matou Odete Roitman?" em Vale Tudo.[45]
- "Juca Pirama morreu mesmo ou está vivo?"; "Se Juca Pirama morreu mesmo, quem matou?"; "Quem Matou Marlene Machado da Silva e Neco Carranca?" e "Quem é o Chefe da Organização Criminosa?" em O Salvador da Pátria.[46][47][48][49][50]
- "Quem é a Mulher de Branco?"; "Quem matou Arturzinho?" em Tieta.[51][52]
- "Quem Matou Arthur Arantes?" em Gente Fina.[53]
- "Quem Matou Herculano Maciel?" em O Dono do Mundo.[54]
- "Quem Matou Jorge Tadeu?" em Pedra sobre Pedra.[55]
- "Quem Morreu?; Quem Matou?; Jorge Camargo ou Alice Flores Camargo?" em Quem Ama Não Mata.[56]
- "Otto Bismark realmente assassinou as duas esposas, Felícia e Eugênia?"; "Quem é o Leão?" em Deus Nos Acuda.
- "Quem Matou Wanderley Amaral?" em Mulheres de Areia (1993).
- "Quem Matou Coronel Teodoro?" em Renascer (1993).[57]
- "Quem Matou Jorge Candeias de Sá?" em Sonho Meu.[58]
- "Quem é o Assassino Do Horóscopo Chinês?" em A Próxima Vítima.[59]
- "Quem Matou Doutor Fausto?"; "Quem Matou Ralf Tortelli?" em O Rei do Gado.[60][61]
- "Quem Matou Valentina?" em Anjo de Mim.[62]
- "Quem é o Cadeirudo?" em A Indomada.[63]
- "Quem Matou Orestes Maldonado?" em Malhação (3ª temporada).[64]
- "Quem Matou Josias?" em Anjo Mau (1997).[65]
- "Quem Matou Zé Paulo?" em Corpo Dourado.[66]
- "Quem Matou Débora Klainer Giunquetti?" em Era Uma Vez...[67]
- "Quem Explodiu o Shopping?" em Torre de Babel.
- "Quem Matou Custodia Alves Serrão?" em Meu Bem Querer.[68]
- "Quem Matou Otacílio Martins Fraga?" em Labirinto.[69]
- "Quem Matou Clarice Ribeiro?" em Suave Veneno.[70]
- "Quem Matou Pedro Assunção?" em Louca Paixão.[71]
- "Quem Matou Barão Henrique Sobral?" em Força de um Desejo.[72]
- "Quem é o Assassino das Rosas Vermelhas?" em Tiro e Queda.[73]
- "Quem Matou Kalinda e Hanumam?" em Estrela-Guia.[74]
- "Quem Matou Fausto Cavalcante?" em As Filhas da Mãe.[75]
- "Quem Matou Diego Marcondes?'' em Marisol.[76]
- "Quem Matou Lineu Vasconcelos?" em Celebridade.[77]
- "Quem Matou Leôncio Almeida?" em A Escrava Isaura (2004).[78]
- "Quem Matou Jorge Junqueira?" em Como uma Onda.
- "Quem Matou Patricia de Ibáñez?" em A Madrasta.
- "Quem Matou Lopo Jr.?" em Prova de Amor.[79]
- "Quem Matou Pedro Assunção?" em Belíssima.[80]
- "Quem Matou Estevão Pacheco?" em Cobras & Lagartos.[81]
- "Quem Matou Ramalho Rodrigues?" em Bicho do Mato (2006).[82]
- "Quem Matou Camilo de Oliveira?" em O Profeta (2006).[83]
- "Quem Matou Taís Grimaldi, Lutero; e tentou matar Marion Novaes e Antenor Cavalcanti?" em Paraíso Tropical.[84][85][86][87]
- "Quem Matou Jair Ferreira?" em Eterna Magia.[88]
- "Quem Matou Ágatha Trindade Ferraz?" em Sete Pecados.[89]
- "Quem é o Mandante dos Crimes da Progênese?" em Caminhos do Coração.[90]
- "Quem Matou Lúcio Pimentel?" em Dance Dance Dance.[91]
- "Quem é o Sufocador?" em Duas Caras.[92]
- "Quem Matou Henrique Fernandes?" em Desejo Proibido.[93]
- "Quem Matou Lili, Julieta Cassini?" em Ciranda de Pedra (2008).[94]
- "Quem é a Assassina?" em A Favorita.[95]
- "Quem é a Chefia Oculta da Liga do Mal?" em Os Mutantes: Caminhos do Coração.[96]
- "Quem é o Incendiário Misterioso?" em Chamas da Vida.[97]
- "Quem é o Assassino Misterioso?" em Mutantes: Promessas de Amor.[98]
- "Quem é o Guri?" em Poder Paralelo.[99]
- "Quem Matou Hernán?" em Mar de Amor.[100]
- "Quem Matou Eugênio Gouveia?"; "Quem Matou Saulo Gouvea?" em Passione.[101][102]
- "Quem Matou Norma Pimentel?" em Insensato Coração.[103]
- "Quem Matou o Delegado Pimentel?" em Morde & Assopra.[104]
- "Quem Matou o Delegado Aranha?" em Amor e Revolução.[105]
- "Quem é o Palhaço Assassino?" em Vidas em Jogo.[106]
- "Quem Matou Salomão Hayalla?" em O Astro (2011).[107]
- "Douglas Guimarães de Oliveira morreu mesmo ou está vivo?"; "Se Douglas morreu mesmo, quem matou?" em Malhação: Conectados (19ª temporada).[108][109][110]
- "Quem Matou Max Oliveira?" em Avenida Brasil.[111]
- "Quem Matou Xavier Voss?" em Windeck.[112]
- "Quem Matou Sereia Maria de Oliveira?" em O Canto da Sereia (minissérie).[113]
- "Quem Matou Afonso de Lomo Antunes?" em Coração Indomável.[114]
- "Quem é o Sabotador?" em Sangue Bom.[115]
- "Quem é a Besta de Tapiré?" em Além do Horizonte.[116]
- "Quem Matou Bruno Ferraz?" em O Rebu (2014).[117]
- "Quem é Fabrício Melgaço?" em Império.[118]
- "Quem é o Corvo?" em Boogie Oogie.[119]
- "Quem Matou Murilo Loureiro?" em Babilônia.[120]
- "Quem Matou Alceste?" em I Love Paraisopólis.[121]
- "Quem Matou Djanira da Silva e Gibson Stewart?" em A Regra do Jogo.[122][123]
- "Quem Matou Gonzalez?" em O Grande Gonzalez.[124]
- "Quem Matou Capitão Ernesto Rosa?" em Velho Chico.[125]
- "Quem Matou Coronel Custódio de Avelar?" em Escrava Mãe.[126][127]
- "Quem é o Soldado Mascarado?" em A Terra Prometida.[128][129]
- "Quem Matou Chaim Mayan?" em O Rico e Lázaro.[130]
- "Quem Matou Mirella?" em Pega Pega.[131]
- "Quem é Samael?" em Apocalipse.[132]
- "Quem Matou Carolina?" em Cair em Tentação.[133]
- "Quem é o Rato?" em As Aventuras de Poliana.[134]
- "Quem Matou Júlia Castelo?" em Espelho da Vida.[135]
- "Quem é o Assassino dos Guardiões?" em O Sétimo Guardião.[136]
- "Quem Matou o Sheik Aziz Abdallah?" em Órfãos da Terra.[137]
- "Maja Norberg teve culpa ou não no massacre?" em Areia Movediça. (série de televisão)[138]
- "Quem Matou Anita?" em Se eu Fechar os Olhos Agora (minissérie).[139]
- "Quem Matou Zé Carlos?" em Malhação: Toda Forma de Amar (27ª temporada).[140]
- "Quem Escondeu o corpo de Phineas Yak?" em Jezabel[141]
- "Quem Matou Lara Alencar?" em Topíssima.[142][143]
- "Assassinato ou Suicídio de Brenda Castilho?" em Desejo Sombrio (1ª temporada).[144]
- "Quem é o Chefe da Quadrilha?" em Salve-se Quem Puder.[145]
- "Quem Matou Inácio Peixoto?" em Onisciente.[146]
- "Quem Matou Olga Collado?" em Vencer o Desamor.[147]
- "Quem Matou Betuel?" na Fase Jacó em Gênesis.[148]
- "Quem Matou Amarílis?" na Fase A Incrível História de José em Gênesis.[149][150][151]
- "Quem Matou Sara Guzmán?" em Quem Matou Sara?.[152][153]
- "Quem Matou Iris Erguvan?" em Yargi: Segredos de Família.[154]
- "Quem Matou Tonico Rocha?" em Nos Tempos do Imperador.[155]
- "Quem Matou Julieta Lazcano?" em Desejo Sombrio (2ª temporada).[156]
- "Quem é o Cobra?" em Poliana Moça.[157]
- "Clarice Gusmão morreu mesmo ou está viva?"; "Se Clarice Gusmão morreu mesmo, quem matou?"; "Quem Matou Yeva?" em Cara e Coragem.[158][159][160]
- "Quem Matou Jorginho Peixoto?" em Nada Suspeitos.[161]
- "Quem Matou Débora Aguiar?" em Travessia.[162]
- "Quem Matou Merabe?" em Reis- A Conquista (6ª temporada).[163]
- "Quem Sabotou o carro de Caio Moura La Selva, causando a morte de Daniel Pinheiro La Selva?"; "Quem Matou Nice Borges Ferreira?"; "Quem Matou Agatha La Selva?" em Terra e Paixão.[164][165][166]
- "Quem Matou Bruno Cardoso?"; "Quem Matou Átila Pompeu?" em Elas por Elas (2023).[167][168]
- "Quem Matou Hagite e atacou Bateseba?" em Reis- A Sucessão (9ª Temporada).[169][170]
- "Quem Matou o Coronel Belarmino Ferreira?"; "Quem Tentou Matar o Coronel Egídio da Costa Coutinho?" em Renascer (2024).[171][172]
- "Quem Tentou Matar Luca Baggio?"; "Quem Matou Pedro Mancini?" em Família é Tudo.[173][174]
- "Quem Matou Sérgio Nogueira?" em Os Outros (2ª Temporada).[175]
- "Ramiro Molina morreu mesmo ou está vivo?"; "Se Ramiro Molina morreu mesmo, quem matou?" em Mania de Você.[176][177][178]
- "Quem Matou o Doutor Benjamin Argento?" em Beleza Fatal.[179]